# Gaius Caelius Martialis
Gaius Caelius Martialis (vollständige Namensform Gaius Caelius Gai filius Oufentina Martialis) war ein im 2. Jahrhundert n. Chr. lebender Angehöriger des römischen Ritterstandes (Eques). Durch eine Inschrift, die auf 107/114 datiert wird, sind einzelne Stationen seiner Laufbahn bekannt.
Martialis war zunächst Präfekt der Cohors I Raetorum, die in der Provinz Raetia stationiert war. Danach wurde er Militärtribun in der Legio XIII Gemina, die in der Provinz Dacia stationiert war. Im zweiten Dakerkrieg erhielt er von Trajan für seine Leistungen militärische Auszeichnungen (donis militaribus donatus est); darüber hinaus half er während des Kriegs bei der Lebensmittelversorgung der Armee (copiarum curam adiuvit).
Nach seiner militärischen Laufbahn war Martialis zunächst Procurator in der Provinz Achaea. Im Anschluss wurde er Procurator der Eisenminen (procurator ferrariarum), vermutlich derjenigen in Gallien; beide Posten waren mit einem Jahreseinkommen von 100.000 Sesterzen verbunden.
Martialis war in der Tribus Oufentina eingeschrieben. Die Inschrift wurde von seinem Freund, Lucius Gellius Menander, errichtet.